# Pachymerium antipai
Pachymerium antipai är en mångfotingart som beskrevs av Josif Capuse 1968. Pachymerium antipai ingår i släktet Pachymerium och familjen storjordkrypare.
Artens utbredningsområde är Rumänien. Inga underarter finns listade i Catalogue of Life.